# Cornelis Vlot
Cornelis Vlot (Koudekerke, 29 november 1906 - Haarlem, 26 oktober 1944) was een Nederlandse verzetsstrijder tijdens de Tweede Wereldoorlog. Hij was betrokken bij de Nederlandse Unie en bij de verzetskrant Je Maintiendrai.  Hij werd in augustus 1944 gearresteerd en enkele maanden later gefusilleerd.

## Biografie
Cornelis Vlot was bedrijfseconoom van beroep en voorzitter van het Nederlands Jongeren Verbond. Ook was hij gewestelijk commissaris van de Nederlandse Unie in de provincie Utrecht. Hij raakte betrokken bij de illegaliteit nadat de Nederlandse Unie in december 1941 op last van de bezetter werd ontbonden. Om de contacten tussen de leden van de nu verboden Unie in stand te houden, begon Vlot in mei 1942 samen met J.E.W. Wüthrich voor die leden een landelijk informatieblad, het Bulletin genaamd. Dit ging in februari 1943 op in Je Maintiendrai, een ander illegaal blad. In augustus 1944 ontdekte de Sicherheitspolizei in Utrecht het hoofdkwartier van Je Maintiendrai, hetgeen ertoe leidde dat Vlot werd gearresteerd.

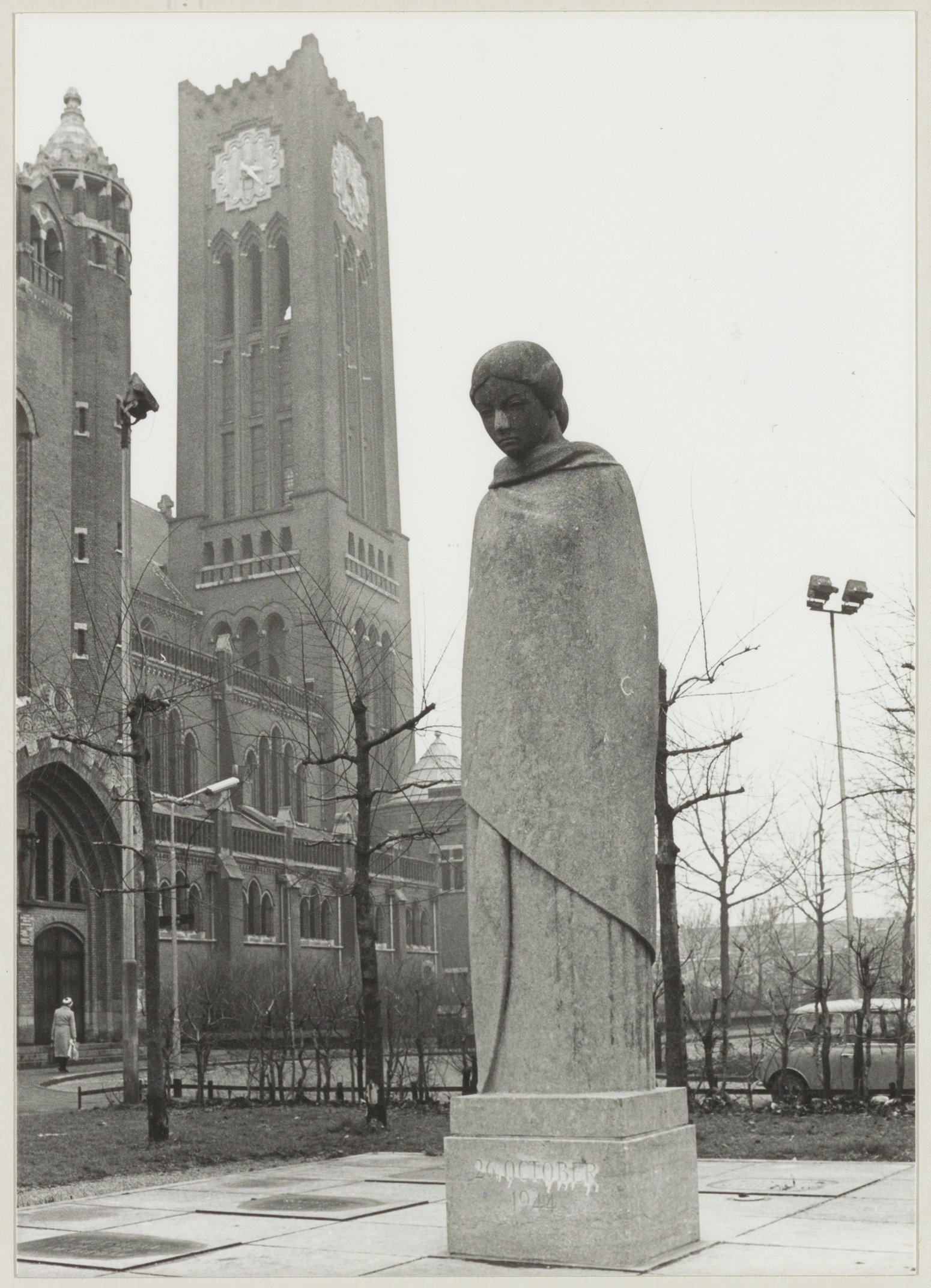
Monument De treurende vrouw, naast de Sint-Bavokathedraal in Haarlem

Op 26 oktober 1944 werd hij samen met negen anderen vanuit het Amsterdamse Huis van Bewaring aan de Weteringschans, waar allen werden vastgehouden, per vrachtwagen naar Haarlem overgebracht en aan de voet van de Sint-Bavokathedraal doodgeschoten. Deze executies waren onderdeel van een Duitse represaillemaatregel voor de dood van de politieman Fake Krist, die de dag ervoor door het Haarlemse verzet was geliquideerd.
Vlot werd gecremeerd in het Crematorium Velsen op de begraafplaats Westerveld. Zijn as werd verstrooid.
Bij Koninklijk Besluit No. 17 van 7 mei 1946 werd Vlot postuum het Verzetskruis 1940-1945 toegekend,
"voor onder gevaarlijke omstandigheden betoonden moed, inititatief, volharding, offervaardigheid en toewijding in den strijd tegen den overweldiger van de Nederlandsche onafhankelijkheid en voor het behoud van de geestelijke vrijheid, daarbij in hem eerende een der uitingsvormen van het verzet, dat in zijn veelzijdige activiteit van 15 Mei 1940 tot 5 Mei 1945 in stijgende mate den vijand heeft geschaad en op onvergetelijke wijze tot de bevrijding van het Vaderland heeft bijgedragen".
Vlot is tevens onderscheiden met het Verzetsherdenkingskruis.
Vlots naam wordt vermeld op een oorlogsmonument in het plantsoen aan de Westergracht in Haarlem, naast de Sint-Bavokathedraal. Dit gedenkteken, Treurende vrouw, werd onthuld in 1949.
In de Verzetswijk in Almere is een straat vernoemd naar Cornelis Vlot, die actief was in het verzet, onder meer via de Nederlandse Unie en als medewerker van de illegale verzetskrant Je Maintiendrai.
H.J. van Aalderen
· P. van As
· M. Assies
· J.J. Barendsen
· J.A. Beekman
· H.D.J. Beernink
· L.R. Beijnen
· C.J. van den Berg-van der Vlis
· L.A. Bleys
· G. de Boer
· A.A. Bontekoe
· E.J. Bosch ridder van Rosenthal
· D.A. van den Bosch
· I.J. van den Bosch
· J.H. Bosch
· J.C.J. baron Brantsen
· A.L. Charroin
· F.G.M. Conijn
· M. Crans
· R.J. Dam
· F. Datema
· K.H. Derkzen van Angeren
· H. Dienske
· J.L.G. Doornik
· V. Dreyfus
· N. Dupont
· F. Duwaer
· S. Esmeijer
· G.H. Gelder
· J. Gelderman
· W.J. Gertenbach
· E.A. Giran
· O. Giran
· C.H. de Groot
· P.G.S. Guermonprez
· A. Hahn
· W. van Hall
· J.C.H.F. van Hanxleden Houwert
· Th.W.L. baron van Heemstra
· J.J. Hendrikx
· J.L. Hesselberg
· W.J. Heukels
· I. van der Horst
· J. ter Horst
· H.P. Hos
· J.F.H.M. baron van Hövell van Wezeveld en Westerflier
· B. IJzerdraat
· L. Jansen
· A. Kalter
· G.W. Kastein
· A. Keuter
· T.J. Kroeze
· D.M.R.H. Kroon
· H.Th. Kuipers-Rietberg
· A. Meerwaldt
· J.A.A. Mekel
· J.D. van Melle
· D.C.B. Mesritz
· M.-L.C. Meunier
· J.J. Mohr
· J.L. Moonen
· A.C. Nagtegaal
· F. Nieuwenhuijsen
· B. Oosthoek
· J. Oranje
· T. Pannekoek
· J. Post
· A.J. Rozeman
· V.H. Rutgers
· F.R. Ruys
· W. Santema
· J.J. Schaft
· Jhr. J. Schimmelpenninck
· R.L.A. Schoemaker
· G. Schoonman
· W.P. Speelman
· M. van der Stoep
· B.M. Telders
· A.O.H. Tellegen
· O.R. Thomsen
· G. Tieman
· T.W. de Tourton Bruijns
· L.M. Valstar
· G.J. van der Veen
· D. Verloop
· M.A.E. Verspyck
· P.M.R. Versteegh
· C. Vlot
· G. Weidner
· J.H. Westerveld
· H.B. Wiardi Beckman
· J.W. Wildschut
· J.R.E. Wüthrich
· L. Zwanenburg
· Onbekende Joodse soldaat
1. ↑  frank, Cornelis Vlotstraat. Comité 4 en 5 mei  Almere. Geraadpleegd op 25 april 2025.